# Cavendishia confertiflora
Cavendishia confertiflora är en ljungväxtart som beskrevs av A. C. Smith. Cavendishia confertiflora ingår i släktet Cavendishia och familjen ljungväxter. Inga underarter finns listade i Catalogue of Life.